# Rakaia uniloca
Espèce
Rakaia uniloca est une espèce d'opilions cyphophthalmes de la famille des Pettalidae.

## Distribution
Cette espèce est endémique de la région de Marlborough en Nouvelle-Zélande. Elle se rencontre sur l'île Motuara.

## Description
Le mâle holotype mesure 2,35 mm et la femelle paratype 2,61 mm.

## Publication originale
- Forster, 1952 : « Supplement to the Sub-order Cyphophthalmi. » Dominion Museum Records in Entomology, vol. 1, no 9, p. 179–211.